# Сердюківка (станція)
Сердюкі́вка — проміжна залізнична станція Шевченківської дирекції Одеської залізниці між роз'їздом Софіївка (14 км) та Капітанівка (19 км). Розташована за 3 км від села Сердюківка Черкаського району Черкаської області.
Станція обслуговує елеватор «Луї Дрейфус Україна».

## Історія
Станція відкрита 1914 року одночасно із лінією Імені Тараса Шевченка — Помічна. Збереглася стара вокзальна будівля.

## Пасажирське сполучення
На станції зупиняються  приміські поїзди сполучення Імені Тараса Шевченка — Виска / Помічна.